# Lino Capolicchio
Lino Capolicchio (Meran, 21 d'agost de 1943 - Roma, 3 de maig de 2022) va ser un actor, guionista i cineasta italià. Va guanyar un David de Donatello per la seva participació en la pel·lícula de Vittorio de Sica El jardí dels Finzi-Contini (1970).

## Biografia
Va iniciar la seva carrera en la televisió abans de saltar al cinema amb un petit paper en la cinta de Franco Zeffirelli L'amansiment de la fúria el 1967. . Durant la seva carrera va aparèixer en prop de setanta produccions de cinema i televisió. En 1995 va escriure i va dirigir Pugili, una guardonada pel·lícula sobre el món de la boxa.
Durant tres temporades va aportar la veu de Bo Duke en les transmissions italianes de The Dukes of Hazzard.

## Filmografia

### Actor

#### Cinema
- L'amansiment de la fúria (The Taming of the Shrew), dirigida per Franco Zeffirelli (1967) – no acceditat
- Escalation, dirigida per Roberto Faenza (1968)
- Vergogna schifosi, dirigida per Mauro Severino (1969)
- Metti, una sera a cena, dirigida per Giuseppe Patroni Griffi (1969)
- Il giovane normale, dirigida per Dino Risi (1969)
- El jardí dels Finzi Contini, dirigida per Vittorio De Sica (1970)
- Le tue mani sul mio corpo, dirigida per Brunello Rondi (1970)
- Mio padre monsignore, dirigida per Antonio Racioppi (1971)
- Un apprezzato professionista di sicuro avvenire, dirigida per Giuseppe De Santis (1972)
- D'amore si muore, dirigida per Carlo Carunchio (1972)
- Corpo d'amore, dirigida per Fabio Carpi (1972)
- Amore e ginnastica, dirigida per Luigi Filippo D'Amico (1973)
- Mussolini ultimo atto, dirigida per Carlo Lizzani (1974)
- Di mamma non ce n'è una sola, dirigida per Alfredo Giannetti (1974)
- L'ultimo giorno di scuola prima delle vacanze di Natale, dirigida per Gian Vittorio Baldi (1975)
- Càlamo, dirigida per Massimo Pirri (1976)
- La legge violenta della squadra anticrimine, dirigida per Stelvio Massi (1976)
- La casa dalle finestre che ridono, dirigida per Pupi Avati (1976)
- Solamente nero, dirigida per Antonio Bido (1978)
- Le strelle nel fosso, dirigida per Pupi Avati (1979)
- Lion of the Desert, dirigida per Moustapha Akkad (1980)
- Il mondo degli ultimi, dirigida per Gian Butturini (1980)
- Canto d'amore, dirigida per Elda Tattoli (1982)
- Noi tre, dirigida per Pupi Avati (1984)
- Ultimo minuto, dirigida per Pupi Avati (1987)
- Fratelli e sorelle, dirigida per Pupi Avati (1992)
- Il giardino dei ciliegi, dirigida per Antonello Aglioti (1992)
- Fiorile, dirigida per Paolo e Vittorio Taviani (1993)
- Compagna di viaggio, dirigida per Peter Del Monte (1996)
- Porzûs, dirigida per Renzo Martinelli (1997)
- Il tempo dell'amore, dirigida per Giacomo Campiotti (1999)
- Un delitto impossibile, dirigida per Antonello Grimaldi (2000)
- L'accertamento, dirigida per Lucio Lunerti (2001)
- Il diario di Matilde Manzoni, dirigida per Lino Capolicchio (2002)
- L'eretico - Un gesto di coraggio, dirigida per Piero M. Benfatti (2005)
- Aller-retour, dirigida per M. Hamra (2009)
- Una sconfinata giovinezza, dirigida per Pupi Avati (2010)
- L'altro Adamo, dirigida per Pasquale Squitieri (2014)
- Fuori mira, dirigida per Erik Bernasconi (2014)
- Respiri, dirigida per Alfredo Fiorillo (2018)
- Il signor Diavolo, dirigida per Pupi Avati (2019)

#### Televisió
- Il conte di Montecristo - minisèrie TV, 4 episodis (1966)
- Questi nostri figli - minisèrie TV, 4 episodis (1967)
- Brodo di pollo con l'orzo - film TV (1969)
- I giorni dei Turbin - film TV (1969)
- Il guardiano - film TV (1977)
- La paga del sabato - minisèrie TV, 2 episodi (1977)
- Jazz Band - minisèrie TV, 3 episodi (1978)
- Delitto Paternò - minisèrie TV, 3 episodi (1978)
- Cinema!!! - minisèrie TV, 4 episodi (1979)
- Verdi - minisèrie TV, 9 episodis (1982)
- Die Walsche - film TV (1986)
- Atelier - minisèrie TV, 8 episodis (1986-1987)
- La piovra - serie TV, 6 episodis (1987)
- La ragnatela - minisèrie TV, 3 episodis (1991)
- Carlo Magno - minisèrie TV, 2 episodis (1994)
- La famiglia Ricordi - minisèrie TV, 4 episodis (1995)
- L'elefante bianco - film TV (1998)
- Fine secolo - minisèrie TV, 5 episodis (1999)
- Il sequestro Soffiantini - film TV (2002)
- Al di là delle frontiere - serie TV, 2 episodis (2004)

### Director i guionista
- Pugili (1995)
- Il diario di Matilde Manzoni (2002)